# The Twilight Sad
The Twilight Sad sind eine schottische Shoegaze- beziehungsweise Post-Rock-Band aus Kilsyth in der Nähe von Glasgow. Ihr angestammtes Independent-Label ist Rock Action Records.

## Bandgeschichte
Sänger James Graham und Gitarrist Andy MacFarlane kannten sich schon aus der Schulzeit und hatten dort schon zusammen gespielt. Nach der High School beschlossen sie, ernsthaft in die Musik einzusteigen, und mit dem Schlagzeuger Mark Devine, mit dem sie zuvor schon zusammen gespielt hatten, und dem Bassisten Craig Orzel gründeten sie Ende 2003 die Band The Twilight Sad. Zuerst traten sie als Liveband in Glasgow auf. Sie entwickelten ihren eigenen Stil mit langen, reich instrumentierten Musikstücken. Vier davon nahmen sie für eine Demo-EP auf und wurden im September 2005 beim Label FatCat Records vorstellig. Sie bekamen einen Plattenvertrag und veröffentlichten ein Jahr später ihre Debüt-EP zuerst exklusiv in den USA, wo sie auch eine Tour anschlossen. Ihr Debütalbum Fourteen Autumns & Fifteen Winters erschien im April 2007 und erhielt sehr gute Plattenkritiken.
Im Jahr darauf erschien die EP Here, It Never Snowed. Afterwards It Did mit Akustikversionen von Albumsongs sowie das Album Killed My Parents and Hit the Road mit zuvor unveröffentlichten Aufnahmen und Coversongs von den Smiths und Joy Division. Daneben gingen sie weiter auf Tour. Live wurde die Band um den Keyboarder Martin Doherty erweitert. Unter anderem traten sie mit der ebenfalls aus Glasgow stammenden Band Mogwai in den USA auf. Danach widmeten sie sich ihrem zweiten Studioalbum Forget the Night Ahead, das am 22. September 2009 erschien. Es war eine Weiterentwicklung ihres Stils aus Post-Rock und Scottish Folk, der bei dem Werk noch klarer zutage trat.
Ab 2010 gab es einen personellen Wechsel: Orzel verließ die Band und machte als Solomusiker weiter. Für ihn kam Johnny Docherty als Ersatz-Bassist. Das Keyboard von Doherty und die Verpflichtung von Andrew Weatherall als Produzent beeinflusste dann auch den Klang des nächsten Albums, das elektronischer, aber auch rockiger und kantiger wurde. Außerdem beteiligte sich neben MacFarlane auch Graham diesmal gleichberechtigt am Songwriting. No One Can Ever Know erschien 2012 und brachte der Band erstmals eine Platzierung in den US-Heatseekers-Charts.
Allerdings startete Martin Doherty mit den Chvrches eine zweite Band und als sich dort der Erfolg abzeichnete, verließ er The Twilight Sad wieder. Mit Brandon Smith an seiner Stelle entstand das vierte Album Nobody Wants to Be Here and Nobody Wants to Leave. Zuvor hatten sie 2013 und 2014 mehrfach die Songs ihres ersten Albums Fourteen Autumns & Fifteen Winters live aufgeführt. Das im Oktober erschienene Album war eine Rückbesinnung auf die bisherige Karriere und vereinte Elemente von den Anfängen bis zum elektronischen Stil des Vorgängeralbums.  Mit dieser Veröffentlichung gelang ihnen erstmals der Einzug in die britischen Charts. Die Òran Mór Session EP mit acht in einem ehemaligen Kirchengebäude neu aufgenommenen Albumstücken und einem Coversong wurde noch im selben Jahr fertiggestellt.
Danach wurde es etwas ruhiger um die Band. 2016 trat die Band im Vorprogramm der Welttournee von The Cure unter anderem im Madison Square Garden in New York, in der Hollywood Bowl von Los Angeles und im Londoner Wembley-Stadion auf. Gleichzeitig startete James Graham aber ein zweites Bandprojekt mit dem Namen Out Lines, das 2017 ein Album veröffentlichte. Schließlich verließ ein Jahr später mit Mark Devine das zweite Gründungsmitglied The Twilight Sad. Mit Graham, MacFarlane, dem Bassisten Docherty, dem Schlagzeuger Johnny Scott und dem Keyboarder Brendan Smith wurde eine neue feste Besetzung gefunden, mit der ein Labelwechsel hin zu Mogwais Rock Action vollzogen und vier Jahre nach dem letzten Studioalbum das fünfte Album It Won’t Be Like This All the Time eingespielt wurde. Dabei hatten sie auch die Unterstützung von Robert Smith von The Cure, der seit einigen Jahren Fan der Band war. Es wurde ihr bis dahin erfolgreichstes Album, es erreichte nicht nur die Top 20 in Großbritannien, sondern kam auch in die deutschen Albumcharts. In den USA brachte es ihnen immerhin eine Platzierung in den Independent-Charts. Nach den Aufnahmen wurde Sebastian Schultz anstelle von Scott fester Schlagzeuger der Band.

## Diskografie

### Alben
- Fourteen Autumns & Fifteen Winters (FatCat Records, 2007)
- Forget the Night Ahead (FatCat Records, 21./22. September 2009)
- No One Can Ever Know (FatCat Records, 6. Februar 2012)
- Nobody Wants to Be Here and Nobody Wants to Leave (FatCat Records, 27. Oktober 2014)
- It Won’t Be Like This All the Time (Rock Action Records, 18. Januar 2019)

### EPs
- The Twilight Sad (EP) (nur in den USA veröffentlicht, 2006)
- Here, It Never Snowed. Afterwards It Did (EP) (2008)
- Killed My Parents and Hit the Road (auf 1000 Stück limitiert) (2008)
- The Wrong Car (EP) (2010)
- N/O/C/E/K Tour (EP) (2012)
- Òran Mór Session (2014)

### Singles
- That Summer, at Home I Had Become the Invisible Boy (auf 7"-Vinyl und als Download, 2007)
- And She Would Darken the Memory (auf 7"-Vinyl und als Download, 2007)
- I Became a Prostitute (auf 7"-Vinyl und als Download, 2009)
- Seven Years of Letters (auf 7"-Vinyl und als Download, 2009)
- The Room (2010)
- Sick (2011)
- Another Bed (2011)
- Last January (2014)